# Emmerich von Offenberg

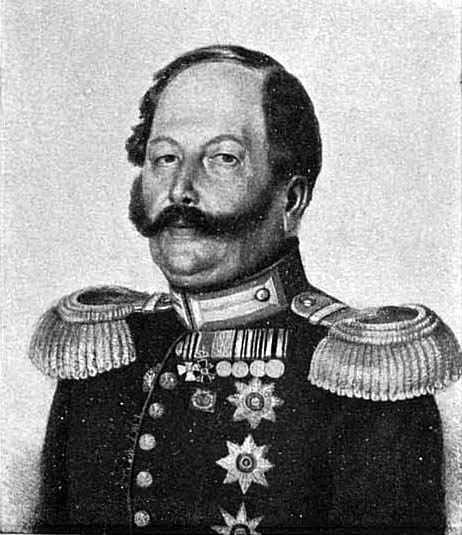
Emmerich Johann Baron von Offenberg

Emmerich Johann Baron von Offenberg (russisch Оффенберг, Иван Петрович Offenberg, Iwan Petrowitsch; * 2. Maijul. / 13. Mai 1791greg. in Illien; † 6. Februarjul. / 18. Februar 1870greg. in Mitau) war ein russischer General der Kavallerie.

## Leben

### Herkunft und Familie
Emmerich war Angehöriger der kurländischen Linie der Barone Offenberg. Seine Eltern waren der Majoratsherr auf Illien Peter Georg von Offenberg (1746–1819) und Julianne, geborene von Korff (1760–1832). Der russische General der Kavallerie Friedrich von Offenberg (1789–1856) und der russische wirkliche geheime Staatsrat, Kammerherr und Chef des Domänenrats in Kurland Heinrich Christian Wilhelm von Offenberg (1788–1871) waren seine Brüder.
Aus der 1833 mit Katharina Gräfin Repnin-Repninska (1805–1852) geschlossenen Ehe sind zwei jung verstorbene Töchter und zwei Söhne hervorgegangen.

### Werdegang
Offenberg begann seine Laufbahn 1807 als Junker im Plekauer Dragoner-Regiment. Er nahm mit Auszeichnung an der Abwehr des Russlandfeldzugs (u. a. bei Smolensk, Borodino, Tarutino, Wjasma) und den Befreiungskriegen (u. a. bei Leipzig) teil. 1815 wurde er zum Garde-Jäger-Regiment zu Pferde versetzt sowie 1816 zu den Garde-Husaren und avancierte 1819 schließlich zum Oberst. Von 1823 bis 1828 war er Kommandeur des Jamburgischen Ulanen-Regiments, erhielt 1828 seine Beförderung zum Generalmajor und zeichnete sich 1830 als Brigadekommandeur in Polen bei Warschau aus. Er stieg 1837 zum Generalleutnant auf und wurde gleichzeitig Kommandeur der 3. Leichten Kavallerie-Division. Im Ungarn-Feldzug konnte er sich erneut hervortun und wurde mit dem Alexander-Newski-Orden ausgezeichnet. In den Jahren 1849 bis 1851 war er kommandierender General des II. Reserve-Kavallerie-Korps und avancierte 1851 zum General der Kavallerie sowie zum Mitglied des Kriegskonseils. 1856 bis 1862 stand er als kommandierender General dem abgeteilten Reserve-Kavallerie-Korps vor und erhielt in dieser Zeit, 1859, den St.-Wladimir-Orden I. Klasse. Er übernahm 1862 die Inspektion der Kavallerie und wurde der Person des Kaisers direkt attachiert. Bereits seit 1861 war er der 2. Ehrenchef des Mariupoler Husaren-Regiments, was er bis 1869 auch blieb.